# Lasius alienus
Lasius alienus (Förster, 1850) è un imenottero appartenente alla famiglia Formicidae.

## Descrizione
Le operaie hanno una lunghezza di circa 2,5-3,5 mm, mentre le regine solitamente misurano 7–8 mm; i maschi misurano 3–4 mm.
Esse hanno antenne di 9 segmenti. Gli occhi sono relativamente larghi in confronto alla testa. Il corpo è liscio e molto lucido, di colore marrone scuro, quasi nero; le mandibole e la parte anteriore della testa è più rossastra, mentre le antenne, le articolazioni delle gambe e i tarsi sono di un giallo ocra. I peli sono radi. Il funicolo presenta peli leggermente rialzati e abbastanza abbondanti. Visti da sopra, pronoto e mesonoto formano insieme un emisfero leggermente appiattito. Il mesonoto è separato dal metanoto da una profonda strozzatura.
La faccia basale del metanoto è orizzontale, almeno fino al punto in cui il suo volto cambia pendenza.

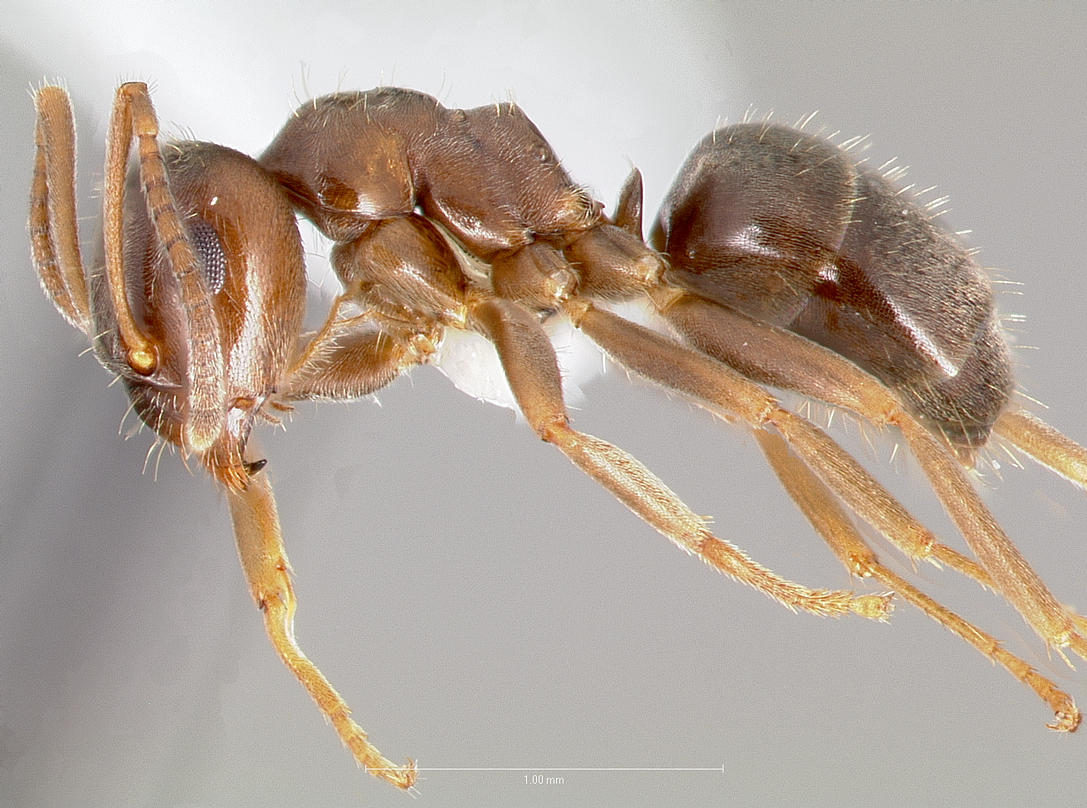
Visione laterale
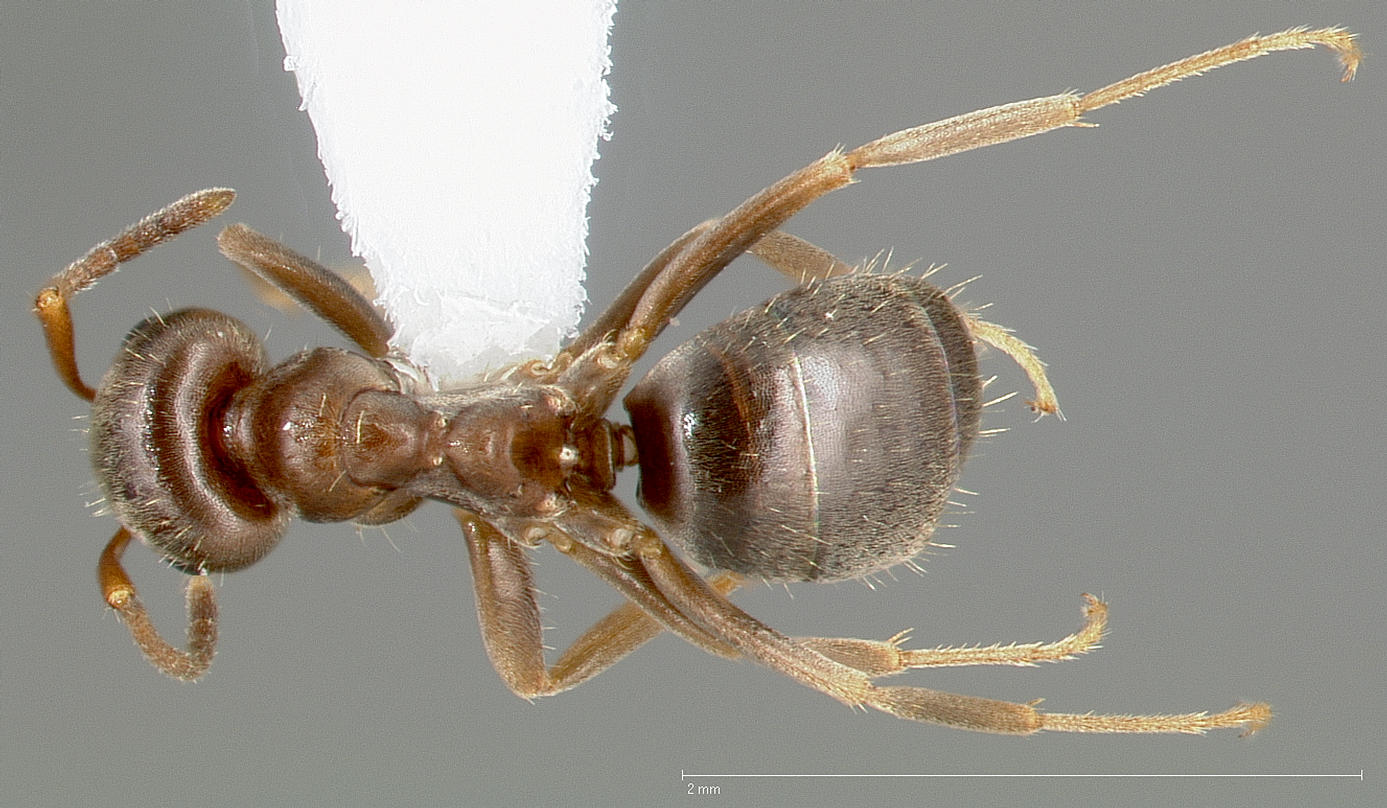
Visione dorsale
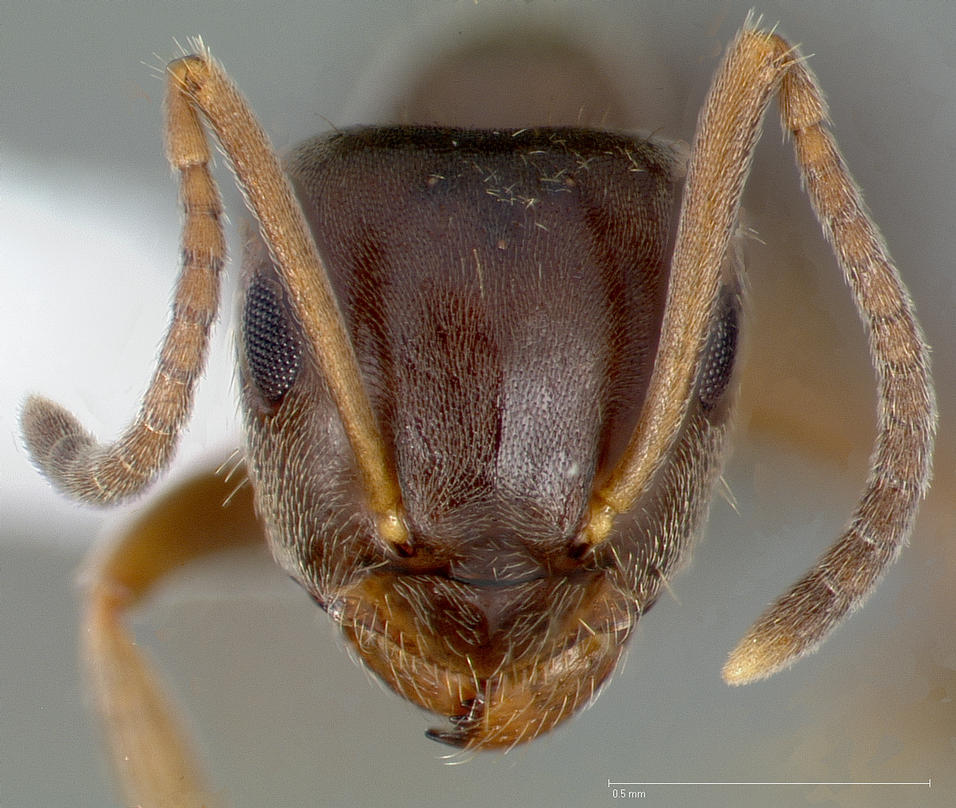
Testa

## Biologia
Si nutrono principalmente di insetti, sia vivi sia morti, e della melata di afidi.
Le colonie sono monoginiche, cioè con una sola regina. La dimensione media della colonia varia tra 10.000 e 50.000 unità.
Gli esemplari maschi sciamano tra luglio e settembre, specialmente nei pomeriggi assolati.

## Distribuzione e habitat
La formica Lasius alienus è presente in Europa, dalla Spagna al Caucaso, in Asia e in America settentrionale. Campioni di L. alienus sono stati raccolti da 5 a 2.440 m s.l.m.. È una specie abbastanza comune.
Predilige habitat aperti e i margini delle foreste. Inoltre, preferisce terreni indisturbati, anche aridi o con vegetazione scarsa, a differenza delle formiche della specie Lasius niger.
Generalmente queste formiche costruiscono i loro nidi sotto i sassi, raramente in campo aperto.

## Genetica
Genoma tipo Lasius alienus: 0,31 pg (C value).